# Солдатские дети
Солдатские дети — в Российской империи в XVIII веке законодательно оформленная социальная группа (сходная с сословием). 
Социальная группа состояла из лично свободных сыновей солдат, набранных из крепостных крестьян. 

## История
Категория солдатских детей выделилась впервые в 1719 году, когда была введена подушная подать, но сыновья солдат не были включены в подушный оклад. В 1721 году Пётр I приказал организовать в полках гарнизонные школы для сыновей солдат. В 1758 году императрица Елизавета Петровна издала указ, по которому все сыновья нижних чинов причислялись к военному ведомству и распределялись в гарнизонные школы. 
При Павле I гарнизонные школы были переименованы в военно-сиротские отделения, а после появления в 1805 году кантонистов  солдатские дети стали кантонистами. Сначала мальчиков отбирали у матерей и отдавали в кантонисты в 7 — 10 лет, но с 1828 года солдатских детей было разрешено оставлять при родителях до «возмужания». Дети, чьи родители проживали в селах и деревнях, могли оставаться при них до 18-летнего возраста; солдатские дети, проживавшие в городах, оставались при родителях до 16 лет, а находившиеся при своих отцах, служивших в армии, — до 14 лет. По достижении кантонистами 18 — 20-летнего возраста они назначались в войска писарями, фельдшерами, музыкантами и тому подобное, часто они становились унтер-офицерами. Законодательство позволяло оставлять одного сына для материальной поддержки родителей. С 1835 года родителям было разрешено содержать своих детей до 20 лет, после чего они поступали на службу.
Дочерей солдат закон именовал солдатскими девками.